# Beskyttet oprindelsesbetegnelse
I EU er beskyttet oprindelsesbetegnelse, beskyttet geografisk betegnelse og garanti for traditionel specialitet systemer til at beskytte regionale landbrugsprodukter og levnedsmidler mod efterligninger. Produktbetegnelser, der er optaget på listen, f.eks. Champagne, Feta og Hushållsost, må kun anvendes hvis produkterne lever op til bestemte krav om geografisk oprindelse og fremstillingsmetode.

## Beskyttede betegnelser
- Beskyttet oprindelsesbetegnelse (BOB): fremstillet efter faste metoder indenfor et nærmere bestemt geografisk område
- Beskyttet geografisk betegnelse (BGB): en del af fremstillingen skal være sket indenfor et nærmere bestemt geografisk område
- Garanti for traditionel specialitet (GTS): produktet skal være fremstillet på en bestemt måde, men ingen krav om geografisk oprindelse

## Certificeringsmærke
Tilknyttet hver betegnelse er et gul-blåt certificeringsmærke, som produkter, der lever op til kravene, kan bære.

## Produkter
Systemet med BOB og BGB har eksisteret siden 1992.

### Produkter fra Danmark
Per 2016 er i alt ti produkter fra Danmark registreret som Beskyttede Geografiske Betegnelser (BGB) :
- DONS Vin (mousserende vin) (BOB)
- Danablu (ost) (BGB)
- Danbo (ost) (BGB)
- Esrom (ost) (BGB)
- Havarti (ost) (BGB)
- Lammefjordsgulerod (gulerødder) (BGB) [4]
- Lammefjordskartofler (kartofler) (BGB)
- Vadehavslam (lammekød) (BGB)
- Vadehavsstude (kød fra ungkvæg, stude) (BGB)

Dertil kommer vine med følgende stedsbetegnelser :
- Bornholm
- Fyn
- Jylland
- Sjælland

## Forordning
Beskyttelsen er forankret i Europarådets forordning Nr. 510/2006. Der gælder ingen automatisk beskyttelse i lande uden for EU bortset fra Nordirland, men EU har indgået en række bilaterale aftaler, som gør, at beskyttelsen til en vis grad håndhvæves i disse lande. Det gælder Australien fra 1994 (vin, men ikke ost), Canada fra 2003 (vin og spiritus), Kina, Chile (vin og spiritus, 2002), Coloumbia (kaffe, 2007), Mexico (spiritus, 1997), Sydafrika (vin og spiritus, 2002).

## Fodnoter
1. ↑  Feta på dansk: Salatost siger "muh" og kommer i tern | Samvirke
2. ↑  "Kvalitetsordninger kort fortalt". Agriculture and rural development. 24. oktober 2023. Hentet 30. april 2024.
3. ↑  Liste over danske oprindelses-beskyttede produkter i EU's register, DOOR
4. ↑  "Landbrugsprodukter og fødevarer". Fødevarestyrelsen. 23. april 2008. Hentet 16. maj 2008.{{cite web}}:  CS1-vedligeholdelse: url-status (link)
5. ↑  "Danske beskyttede produkter". Fødevarestyrelsen. 17. februar 2016. Arkiveret fra originalen 11. september 2016. Hentet 9. juli 2016.
6. ↑  O'Connor and Company (april 2005). "Geographical Indications and the challenges for ACP countries". Agritrade. Arkiveret fra originalen 2007-05-02.